# Обіхіро
42°55′25″ пн. ш. 143°11′48″ сх. д. / 42.92361° пн. ш. 143.19667° сх. д.
Обіхі́ро (яп. 帯広市, おびひろし, МФА: [obʲiçiɾo ɕi̥]) — місто в Японії, в окрузі Токаті префектури Хоккайдо.

## Короткі відомості
Розташоване в центрально-південній частині префектури, в районі рівнини Токаті. Центр округу. Виник на базі колонії японських переселенців 1880-х років. Центр комерції, легкої промисловості та скотарства. В місті розташований аеропорт Обіхіро та Обіхіроський університет тваринництва. Станом на 1 жовтня 2008 року площа міста становила 618,94 км². Станом на 31 березня 2017 населення міста становило 167 540 осіб.

## Клімат
Місто знаходиться у зоні, котра характеризується вологим континентальним кліматом з теплим літом. Найтепліший місяць — серпень із середньою температурою 20 °C (68 °F). Найхолодніший місяць — січень, із середньою температурою -9.4 °С (15 °F).
| Клімат Обіхіро          | Клімат Обіхіро | Клімат Обіхіро | Клімат Обіхіро | Клімат Обіхіро | Клімат Обіхіро | Клімат Обіхіро | Клімат Обіхіро | Клімат Обіхіро | Клімат Обіхіро | Клімат Обіхіро | Клімат Обіхіро | Клімат Обіхіро | Клімат Обіхіро |
| Показник                | Січ.           | Лют.           | Бер.           | Квіт.          | Трав.          | Черв.          | Лип.           | Серп.          | Вер.           | Жовт.          | Лист.          | Груд.          | Рік            |
| Середній максимум, °C   | −2             | −1             | 3              | 11             | 17             | 20             | 24             | 25             | 21             | 15             | 7              | 0              | 11             |
| Середня температура, °C | −9             | −8             | −3             | 5              | 10             | 14             | 19             | 20             | 15             | 9              | 2              | −5             | 5              |
| Середній мінімум, °C    | −17            | −16            | −9             | −1             | 4              | 9              | 14             | 15             | 10             | 2              | −3             | −11            | 0              |
| Норма опадів, мм        | 44             | 33             | 54             | 86             | 111            | 115            | 139            | 160            | 140            | 113            | 89             | 63             | 1145           |
| ----------------------- | -------------- | -------------- | -------------- | -------------- | -------------- | -------------- | -------------- | -------------- | -------------- | -------------- | -------------- | -------------- | -------------- |
| Джерело: Weatherbase    |                |                |                |                |                |                |                |                |                |                |                |                |                |

## Транспорт
- Аеропорт Обіхіро

## Освіта
- Обіхіроський університет тваринництва